# ایان راسل
ایان راسل (انگلیسی: Iain Russell؛ زادهٔ ۱۴ نوامبر ۱۹۸۲) بازیکن فوتبال اهل بریتانیا است.
از باشگاه‌هایی که در آن بازی کرده‌است می‌توان به باشگاه فوتبال دومبارتون و باشگاه فوتبال مادرول اشاره کرد.